# For the Love of Money
"For the Love of Money" es una canción escrita por Kenneth Gamble, Leon Huff y Anthony Jackson, grabada por el grupo de soul The O'Jays en el álbum Ship Ahoy. Fue producido por Gamble y Huff para Philadelphia International Records, "For the Love of Money" y se publicó como sencillo a finales de 1973. El sencillo alcanzó el puesto número tres en el Hot R&B/Hip-Hop Songs. La versión del álbum tuvo una duración de 7:14 y como sencillo duraría unos 3:42 minutos. El título de la canción viene de la Biblia, primera epístola a Timoteo.

## Grabación
En otoño de 1973 el ingeniero Joe Tarsia pidió al bajista Anthony Jackson que utilizara su pedal wah-wah unido a su bajo Fender; luego se usó un modulador de fase, dándole un sonido silbante y se mezclaron con eco. Kenny Gamble agregó inicialmente el eco del bajo a su apertura.

## Interpretaciones
- La canción fue interpretada por la banda Utopía en su álbum de 1982, Swing to the Right.
- La canción fue interpretada por el conjunto de funk punk, Defunkt en su álbum de 1982 Thermonuclear Sweat.
- Una versión registrada de Erroll Starr fue nominada para los Premios Juno del año 1987 como "Mejor canción R&B".
- La banda BulletBoys creó un álbum y un video 1988 para la canción.
- Los Backstreet Boys grabaron una versión de esta canción para su álbum Never Gone, pero no fue revelado.
- La canción fue cubierta por Queensrÿche en su álbum de 2009 Take Cover.

## Cultura Popular
A partir del 2004, la canción fue usada como tema de la televisión reality show The Apprentice con Donald Trump, y más tarde como el tema de The Celebrity Apprentice, y también algunas versiones internacionales del espectáculo, como la versión brasileña de The Apprentice, conducido por Roberto Justus.
La canción también fue utilizada durante una breve temporada por Donald Trump con la World Wrestling Entertainment (WWE) como su tema de entrada, y se incorporó posteriormente a una serie de bocetos en Late Night con Conan O'Brien en la que O'Brien realiza una impresión de Trump.
Brian Griffin cantó el coro de la canción en estado de ebriedad. La canción también apareció en un episodio de El príncipe de Bel-Air.
Un pequeño extracto se utiliza también cuando Monica, Chandler y Phoebe entran en el casino en el final de la quinta temporada del popular programa de televisión, Friends .
La canción fue parodiada como "Cash Cash Cashety Cash" en el programa La casa de los dibujos.
Bone Thugs-n-Harmony utilizó la primera línea como su coro en la canción "Foe Tha Love Of Money", lanzado en 1993.
La canción también se utilizó en el Camp Randall Stadium en Madison, Wisconsin.
El 1 de mayo de 2010, Floyd Mayweather Jr. salió con la canción antes de vencer a "Sugar" Shane Mosley en su combate a 12 asaltos.